# School Tycoon
School Tycoon est un jeu de simulation d'école, sorti le 15 janvier 2004.

## Description
Le joueur incarne le chef d'établissement et on doit construire les bâtiments sur un terrain. Chaque bâtiment (une cinquantaine à la disposition du joueur) a une fonction distincte : enseignement, divertissement, bâtiment administratif, entre autres. Il faut employer le personnel afin que les élèves soient heureux (80 stéréotypes différents).
Il existe une vingtaine de scénarios différents.